# Liga de Campeones de la AFC 2010
La Liga de Campeones de la AFC 2010 fue la 29.ª edición del torneo de clubes más importante de Asia. El campeón fue el Seongnam Ilhwa que clasificó a la Copa Mundial de Clubes de la FIFA 2010.

## Participantes por asociación
| Zona Oeste Asiático | Zona Oeste Asiático    | Zona Oeste Asiático | Zona Oeste Asiático  | Zona Oeste Asiático  | Zona Oeste Asiático  | Zona Oeste Asiático | Zona Oeste Asiático | Zona Oeste Asiático |
| Asociación          | Asociación             | Puntos              | AFC Champions League | AFC Champions League | AFC Champions League | AFC Cup             | AFC Cup             | AFC President's Cup |
| Asociación          | Asociación             | Puntos              | Fase de Grupos       | Ronda Play-Off       | Ronda Previa         | Fase de Grupos      | Ronda Play-Off      | Fase de Grupos      |
| ------------------- | ---------------------- | ------------------- | -------------------- | -------------------- | -------------------- | ------------------- | ------------------- | ------------------- |
| 1                   | Arabia Saudíta         | 365                 | 4                    |                      |                      |                     |                     |                     |
| 2                   | Emiratos Árabes Unidos | 356                 | 3                    |                      | 1                    |                     |                     |                     |
| 3                   | Irán                   | 340                 | 4                    |                      |                      |                     |                     |                     |
| 4                   | Uzbekistán             | 289                 | 2                    |                      |                      |                     | 1                   |                     |
| 5                   | Catar                  | 270                 | 2                    |                      |                      |                     | 1                   |                     |
| 6                   | India                  | 202                 |                      | 1                    |                      | 1                   |                     |                     |
| 7                   | Siria                  | -                   |                      |                      | +1                   | 2                   |                     |                     |
| 8                   | Kuwait                 | -                   |                      |                      |                      | 2+1                 |                     |                     |
| 9                   | Jordania               | -                   |                      |                      |                      | 2                   |                     |                     |
| 10                  | Líbano                 | -                   |                      |                      |                      | 2                   |                     |                     |
| 11                  | Omán                   | -                   |                      |                      |                      | 2                   |                     |                     |
| 12                  | Yemen                  | -                   |                      |                      |                      | 2                   |                     |                     |
| 13                  | Baréin                 | -                   |                      |                      |                      | 1                   |                     |                     |
| 14                  | Irak                   | -                   |                      |                      |                      | x                   |                     |                     |
| 15                  | Bután                  | -                   |                      |                      |                      |                     |                     | 1                   |
| 16                  | Kirguistán             | -                   |                      |                      |                      |                     |                     | 1                   |
| 17                  | Nepal                  | -                   |                      |                      |                      |                     |                     | 1                   |
| 18                  | Pakistán               | -                   |                      |                      |                      |                     |                     | 1                   |
| 19                  | Sri Lanka              | -                   |                      |                      |                      |                     |                     | 1                   |
| 20                  | Tayikistán             | -                   |                      |                      |                      |                     |                     | 1                   |
| 21                  | Turkmenistán           | -                   |                      |                      |                      |                     |                     | 1                   |
| 22                  | Afganistán             | -                   |                      |                      |                      |                     |                     | 0                   |
| 23                  | Palestina              | -                   |                      |                      |                      |                     |                     | 0                   |
| Total Participantes | Total Participantes    | Total Participantes | 15                   | 1                    | 2                    | 15+2                | 2                   | 7                   |
| Total Participantes | Total Participantes    | Total Participantes | 18                   | 18                   | 18                   | 19                  | 19                  | 7                   |

- Siria tuvo un cupo extra en la Liga de Campeones de la AFC debido a que tenían al subcampeón vigente de la AFC Cup
- Kuwait tuvo un cupo extra en la fase de grupos de la Copa AFC debido a que tenían al campeón vigente y no tuvo licencias para la Liga de Campeones de la AFC
- Irak fue suspendido por la FIFA y no tuvo representación en torneos AFC
- Uzbekistán y Catar subieron una ronda en la Copa AFC debido a la suspensión de Irak
- Baréin tenía 2 cupos para la Copa AFC pero uno se retiró y no fue reemplazado
- Afganistán y Palestina eran elegibles para la Copa Presidente de la AFC pero desistieron su participación
- Bután geográficamente pertenece a la Zona Este

| Zona Este Asiático  | Zona Este Asiático  | Zona Este Asiático  | Zona Este Asiático   | Zona Este Asiático   | Zona Este Asiático   | Zona Este Asiático | Zona Este Asiático | Zona Este Asiático  |
| Asociación          | Asociación          | Puntos              | AFC Champions League | AFC Champions League | AFC Champions League | AFC Cup            | AFC Cup            | AFC President's Cup |
| Asociación          | Asociación          | Puntos              | Fase de Grupos       | Ronda Play-Off       | Ronda Previa         | Fase de Grupos     | Ronda Play-Off     | Fase de Grupos      |
| ------------------- | ------------------- | ------------------- | -------------------- | -------------------- | -------------------- | ------------------ | ------------------ | ------------------- |
| 1                   | Japón               | 470                 | 4                    |                      |                      |                    |                    |                     |
| 2                   | República de Corea  | 441                 | 4                    |                      |                      |                    |                    |                     |
| 3                   | China               | 431                 | 4                    |                      |                      |                    |                    |                     |
| 4                   | Australia           | 343                 | 2                    |                      |                      |                    |                    |                     |
| 5                   | Indonesia           | 296                 | 1                    |                      | 1                    | 0+1                |                    |                     |
| 6                   | Singapur            | 279                 |                      |                      | 1                    | 1                  |                    |                     |
| 7                   | Tailandia           | 221                 |                      |                      | 1                    | 1                  |                    |                     |
| 8                   | Vietnam             | 191                 |                      |                      | 1                    | 1                  |                    |                     |
| 9                   | Hong Kong           |                     |                      |                      |                      | 2                  |                    |                     |
| 10                  | Maldivas            |                     |                      |                      |                      | 2                  |                    |                     |
| 11                  | Malasia             |                     |                      |                      |                      | 2-1                |                    |                     |
| 12                  | Bangladés           |                     |                      |                      |                      |                    |                    | 1                   |
| 13                  | Birmania            |                     |                      |                      |                      |                    |                    | 1                   |
| 14                  | Camboya             |                     |                      |                      |                      |                    |                    | 1                   |
| 15                  | Taiwán              |                     |                      |                      |                      |                    |                    | 1                   |
| 16                  | Brunéi Darussalam   |                     |                      |                      |                      |                    |                    | 0                   |
| 17                  | Filipinas           |                     |                      |                      |                      |                    |                    | 0                   |
| 18                  | Guam                |                     |                      |                      |                      |                    |                    | 0                   |
| 19                  | Laos                |                     |                      |                      |                      |                    |                    | 0                   |
| 20                  | Macao               |                     |                      |                      |                      |                    |                    | 0                   |
| 21                  | Mongolia            |                     |                      |                      |                      |                    |                    | 0                   |
| 22                  | RPD Corea           |                     |                      |                      |                      |                    |                    | 0                   |
| 23                  | Timor Oriental      |                     |                      |                      |                      |                    |                    | 0                   |
| Total Participantes | Total Participantes | Total Participantes | 15                   | 0                    | 4                    | 9+3                | 0                  | 4                   |
| Total Participantes | Total Participantes | Total Participantes | 19                   | 19                   | 19                   | 12                 | 12                 | 4                   |

- Los tres perdedores de la Ronda de Play-Off y Ronda Previa de la Liga de Campeones de la AFC pasaron a la fase de grupos de la AFC
- Malasia tenía 2 cupos para la Copa AFC pero uno se retiró y fue reemplazado por un equipo de Indonesia
- Brunéi Darussalam, Filipinas, Guam, Laos, Macao, Mongolia RPD Corea y Timor Oriental eran elegibles para la Copa Presidente de la AFC pero desistieron su participación
- Maldivas geográficamente pertenece a la Zona Oeste

## Fase previa
| Equipo 1                  | Resultado                 | Equipo 2                  |
| Semifinal Asia occidental | Semifinal Asia occidental | Semifinal Asia occidental |
| ------------------------- | ------------------------- | ------------------------- |
| Al Karamah FC             | 0-1                       | Al-Wahda                  |
| Final Asia occidental     |                           |                           |
| Al-Wahda                  | 5-2                       | Churchill Brothers SC     |
| Semifinal Asia oriental   |                           |                           |
| SAFFC                     | 3-0                       | Sriwijaya                 |
| Da Nang                   | 0-3                       | Muang Thong United        |
| Final Asia oriental       |                           |                           |
| SAFFC                     | 0-0 (t. s.) (4-3 p.)      | Muang Thong United        |

## Fase de grupos

### Grupo A
| Pos. | Equipo     | Pts. | PJ | G | E | P | GF | GC | Dif. | Clasificación |     | GHA | EST | AHL | JAZ |
| ---- | ---------- | ---- | -- | - | - | - | -- | -- | ---- | ------------- | --- | --- | --- | --- | --- |
| 1    | Al-Gharafa | 13   | 6  | 4 | 1 | 1 | 11 | 9  | +2   | Segunda fase  |     | —   | 1–1 | 3–2 | 4–2 |
| 2    | Esteghlal  | 11   | 6  | 3 | 2 | 1 | 9  | 5  | +4   | Segunda fase  |     | 3–0 | —   | 2–1 | 0–0 |
| 3    | Al-Ahli    | 6    | 6  | 2 | 0 | 4 | 11 | 9  | +2   |               |     | 0–1 | 1–2 | —   | 5–1 |
| 4    | Al-Jazira  | 4    | 6  | 1 | 1 | 4 | 6  | 14 | −8   |               | 1–2 | 2–1 | 0–2 | —   |     |

 Fuente: AFC Champions League Official Page

### Grupo B
| Pos. | Equipo            | Pts. | PJ | G | E | P | GF | GC | Dif. | Clasificación |     | ZOB | BUN | ITT | WAH |
| ---- | ----------------- | ---- | -- | - | - | - | -- | -- | ---- | ------------- | --- | --- | --- | --- | --- |
| 1    | Zob Ahan          | 13   | 6  | 4 | 1 | 1 | 8  | 3  | +5   | Segunda fase  |     | —   | 3–0 | 1–0 | 1–0 |
| 2    | Bunyodkor         | 10   | 6  | 3 | 1 | 2 | 10 | 7  | +3   | Segunda fase  |     | 0–1 | —   | 3–0 | 4–1 |
| 3    | Al-Ittihad Jeddah | 8    | 6  | 2 | 2 | 2 | 9  | 7  | +2   |               |     | 2–2 | 1–1 | —   | 4–0 |
| 4    | Al-Wahda          | 3    | 6  | 1 | 0 | 5 | 3  | 13 | −10  |               | 1–0 | 1–2 | 0–2 | —   |     |

 Fuente: AFC Champions League Official Page

### Grupo C
| Pos. | Equipo    | Pts. | PJ | G | E | P | GF | GC | Dif. | Clasificación |     | SHB | PAK | SEP | AIN |
| ---- | --------- | ---- | -- | - | - | - | -- | -- | ---- | ------------- | --- | --- | --- | --- | --- |
| 1    | Al-Shabab | 10   | 6  | 3 | 1 | 2 | 10 | 8  | +2   | Segunda fase  |     | —   | 2–1 | 1–1 | 3–2 |
| 2    | Pakhtakor | 9    | 6  | 3 | 0 | 3 | 8  | 10 | −2   | Segunda fase  |     | 1–3 | —   | 2–1 | 3–2 |
| 3    | Sepahan   | 8    | 6  | 2 | 2 | 2 | 5  | 5  | 0    |               |     | 1–0 | 2–0 | —   | 0–0 |
| 4    | Al-Ain    | 7    | 6  | 2 | 1 | 3 | 8  | 8  | 0    |               | 2–1 | 0–1 | 2–0 | —   |     |

 Fuente: AFC Champions League Official Page

### Grupo D
| Pos. | Equipo     | Pts. | PJ | G | E | P | GF | GC | Dif. | Clasificación |     | HIL | MES | SAD | AHL |
| ---- | ---------- | ---- | -- | - | - | - | -- | -- | ---- | ------------- | --- | --- | --- | --- | --- |
| 1    | Al-Hilal   | 11   | 6  | 3 | 2 | 1 | 11 | 7  | +4   | Segunda fase  |     | —   | 3–1 | 0–0 | 1–1 |
| 2    | Mes Kerman | 9    | 6  | 3 | 0 | 3 | 13 | 13 | 0    | Segunda fase  |     | 3–1 | —   | 3–1 | 4–2 |
| 3    | Al-Sadd    | 8    | 6  | 2 | 2 | 2 | 12 | 9  | +3   |               |     | 0–3 | 4–1 | —   | 2–2 |
| 4    | Al-Ahli    | 5    | 6  | 1 | 2 | 3 | 9  | 16 | −7   |               | 2–3 | 2–1 | 0–5 | —   |     |

 Fuente: AFC Champions League Official Page

### Grupo E
| Pos. | Equipo                | Pts. | PJ | G | E | P | GF | GC | Dif. | Clasificación |     | SEO | BEI | KAW | MEL |
| ---- | --------------------- | ---- | -- | - | - | - | -- | -- | ---- | ------------- | --- | --- | --- | --- | --- |
| 1    | Seongnam Ilhwa Chunma | 15   | 6  | 5 | 0 | 1 | 11 | 6  | +5   | Segunda fase  |     | —   | 3–1 | 2–0 | 3–2 |
| 2    | Beijing Guoan         | 10   | 6  | 3 | 1 | 2 | 7  | 5  | +2   | Segunda fase  |     | 0–1 | —   | 2–0 | 1–0 |
| 3    | Kawasaki Frontale     | 6    | 6  | 2 | 0 | 4 | 8  | 8  | 0    |               |     | 3–0 | 1–3 | —   | 4–0 |
| 4    | Melbourne Victory     | 4    | 6  | 1 | 1 | 4 | 3  | 10 | −7   |               | 0–2 | 0–0 | 1–0 | —   |     |

 Fuente: AFC Champions League Official Page

### Grupo F
| Pos. | Equipo                 | Pts. | PJ | G | E | P | GF | GC | Dif. | Clasificación |     | KAS | JEO | CHA | JAY |
| ---- | ---------------------- | ---- | -- | - | - | - | -- | -- | ---- | ------------- | --- | --- | --- | --- | --- |
| 1    | Kashima Antlers        | 18   | 6  | 6 | 0 | 0 | 14 | 3  | +11  | Segunda fase  |     | —   | 2–1 | 1–0 | 5–0 |
| 2    | Jeonbuk Hyundai Motors | 12   | 6  | 4 | 0 | 2 | 17 | 6  | +11  | Segunda fase  |     | 1–2 | —   | 1–0 | 8–0 |
| 3    | Changchun Yatai        | 3    | 6  | 1 | 0 | 5 | 10 | 7  | +3   |               |     | 0–1 | 1–2 | —   | 9–0 |
| 4    | Persipura Jayapura     | 3    | 6  | 1 | 0 | 5 | 4  | 29 | −25  |               | 1–3 | 1–4 | 2–0 | —   |     |

 Fuente: AFC Champions League Official Page

### Grupo G
| Pos. | Equipo                  | Pts. | PJ | G | E | P | GF | GC | Dif. | Clasificación |     | SUW | OSA | SAF | HEN |
| ---- | ----------------------- | ---- | -- | - | - | - | -- | -- | ---- | ------------- | --- | --- | --- | --- | --- |
| 1    | Suwon Samsung Bluewings | 13   | 6  | 4 | 1 | 1 | 13 | 4  | +9   | Segund fase   |     | —   | 0–0 | 6–2 | 2–0 |
| 2    | Gamba Osaka             | 12   | 6  | 3 | 3 | 0 | 11 | 5  | +6   | Segund fase   |     | 2–1 | —   | 3–0 | 1–1 |
| 3    | Singapore Armed Forces  | 4    | 6  | 1 | 1 | 4 | 6  | 16 | −10  |               |     | 0–2 | 2–4 | —   | 2–1 |
| 4    | Henan Jianye            | 3    | 6  | 0 | 3 | 3 | 3  | 8  | −5   |               | 0–2 | 1–1 | 0–0 | —   |     |

 Fuente: AFC Champions League Official Page

### Grupo H
| Pos. | Equipo              | Pts. | PJ | G | E | P | GF | GC | Dif. | Clasificación |     | ADE | POH | HIR | SHA |
| ---- | ------------------- | ---- | -- | - | - | - | -- | -- | ---- | ------------- | --- | --- | --- | --- | --- |
| 1    | Adelaide United     | 10   | 6  | 3 | 1 | 2 | 6  | 4  | +2   | Segunda fase  |     | —   | 1–0 | 3–2 | 0–1 |
| 2    | Pohang Steelers     | 10   | 6  | 3 | 1 | 2 | 8  | 7  | +1   | Segunda fase  |     | 0–0 | —   | 2–1 | 1–0 |
| 3    | Sanfrecce Hiroshima | 9    | 6  | 3 | 0 | 3 | 11 | 11 | 0    |               |     | 1–0 | 4–3 | —   | 0–1 |
| 4    | Shandong Luneng     | 6    | 6  | 2 | 0 | 4 | 5  | 8  | −3   |               | 0–2 | 1–2 | 2–3 | —   |     |

 Fuente: AFC Champions League Official Page

## Segunda fase

### Cuadro de desarrollo
|  | Octavos de final              | Octavos de final              | Octavos de final          |                           |                        | Cuartos de final       | Cuartos de final      | Cuartos de final      | Cuartos de final      |  |           | Semifinales        | Semifinales        | Semifinales        | Semifinales        |  |                       | Final                 | Final           | Final           |  |
|  | 11 y 12 de mayo               | 11 y 12 de mayo               | 11 y 12 de mayo           |                           |                        | 15 y 22 de septiembre  | 15 y 22 de septiembre | 15 y 22 de septiembre | 15 y 22 de septiembre |  |           | 5 al 20 de octubre | 5 al 20 de octubre | 5 al 20 de octubre | 5 al 20 de octubre |  |                       | 13 de noviembre       | 13 de noviembre | 13 de noviembre |  |
|  |                               |                               |                           |                           |                        |                        |                       |                       |                       |  |           |                    |                    |                    |                    |  |                       |                       |                 |                 |  |
|  |                               |                               |                           |                           |                        |                        |                       |                       |                       |  |           |                    |                    |                    |                    |  |                       |                       |                 |                 |  |
|  | Adelaide United               | Adelaide United               | 2                         |                           |                        |                        |                       |                       |                       |  |           |                    |                    |                    |                    |  |                       |                       |                 |                 |  |
|  | Adelaide United               | Adelaide United               | 2                         |                           |                        |                        |                       |                       |                       |  |           |                    |                    |                    |                    |  |                       |                       |                 |                 |  |
|  | Jeonbuk Hyundai Motors (t.s.) | Jeonbuk Hyundai Motors (t.s.) | 3                         |                           |                        |                        |                       |                       |                       |  |           |                    |                    |                    |                    |  |                       |                       |                 |                 |  |
|  | Jeonbuk Hyundai Motors (t.s.) | Jeonbuk Hyundai Motors (t.s.) | 3                         |                           | Jeonbuk Hyundai Motors | Jeonbuk Hyundai Motors | 0                     | 1                     |                       |  |           |                    |                    |                    |                    |  |                       |                       |                 |                 |  |
|  |                               |                               |                           |                           | Jeonbuk Hyundai Motors | Jeonbuk Hyundai Motors | 0                     | 1                     |                       |  |           |                    |                    |                    |                    |  |                       |                       |                 |                 |  |
|  |                               |                               | Al-Shabab                 | Al-Shabab                 | 2                      | 0                      |                       |                       |                       |  |           |                    |                    |                    |                    |  |                       |                       |                 |                 |  |
|  | Al-Shabab                     | Al-Shabab                     | Al-Shabab                 | Al-Shabab                 | 2                      | 0                      | 3                     |                       |                       |  |           |                    |                    |                    |                    |  |                       |                       |                 |                 |  |
|  | Al-Shabab                     | Al-Shabab                     |                           |                           |                        |                        |                       |                       |                       |  |           |                    |                    |                    |                    |  |                       |                       |                 |                 |  |
|  | Esteghlal                     | Esteghlal                     | 2                         |                           |                        |                        |                       |                       |                       |  |           |                    |                    |                    |                    |  |                       |                       |                 |                 |  |
|  | Esteghlal                     | Esteghlal                     | 2                         |                           |                        |                        |                       |                       |                       |  | Al-Shabab | Al-Shabab          | 4                  | 0                  |                    |  |                       |                       |                 |                 |  |
|  |                               |                               |                           |                           |                        |                        |                       |                       |                       |  | Al-Shabab | Al-Shabab          | 4                  | 0                  |                    |  |                       |                       |                 |                 |  |
|  |                               |                               | Seongnam Ilhwa Chunma (v) | Seongnam Ilhwa Chunma (v) | 3                      | 1                      |                       |                       |                       |  |           |                    |                    |                    |                    |  |                       |                       |                 |                 |  |
|  | Seongnam Ilhwa Chunma         | Seongnam Ilhwa Chunma         | Seongnam Ilhwa Chunma (v) | Seongnam Ilhwa Chunma (v) | 3                      | 1                      | 3                     |                       |                       |  |           |                    |                    |                    |                    |  |                       |                       |                 |                 |  |
|  | Seongnam Ilhwa Chunma         | Seongnam Ilhwa Chunma         |                           |                           |                        |                        |                       |                       |                       |  |           |                    |                    |                    |                    |  |                       |                       |                 |                 |  |
|  | Gamba Osaka                   | Gamba Osaka                   | 0                         |                           |                        |                        |                       |                       |                       |  |           |                    |                    |                    |                    |  |                       |                       |                 |                 |  |
|  | Gamba Osaka                   | Gamba Osaka                   | 0                         |                           | Seongnam Ilhwa Chunma  | Seongnam Ilhwa Chunma  | 4                     | 0                     |                       |  |           |                    |                    |                    |                    |  |                       |                       |                 |                 |  |
|  |                               |                               |                           |                           | Seongnam Ilhwa Chunma  | Seongnam Ilhwa Chunma  | 4                     | 0                     |                       |  |           |                    |                    |                    |                    |  |                       |                       |                 |                 |  |
|  |                               |                               | Suwon Samsung Bluewings   | Suwon Samsung Bluewings   | 1                      | 2                      |                       |                       |                       |  |           |                    |                    |                    |                    |  |                       |                       |                 |                 |  |
|  | Suwon Samsung Bluewings       | Suwon Samsung Bluewings       | Suwon Samsung Bluewings   | Suwon Samsung Bluewings   | 1                      | 2                      | 2                     |                       |                       |  |           |                    |                    |                    |                    |  |                       |                       |                 |                 |  |
|  | Suwon Samsung Bluewings       | Suwon Samsung Bluewings       |                           |                           |                        |                        |                       |                       |                       |  |           |                    |                    |                    |                    |  |                       |                       |                 |                 |  |
|  | Beijing Guoan                 | Beijing Guoan                 | 0                         |                           |                        |                        |                       |                       |                       |  |           |                    |                    |                    |                    |  |                       |                       |                 |                 |  |
|  | Beijing Guoan                 | Beijing Guoan                 | 0                         |                           |                        |                        |                       |                       |                       |  |           |                    |                    |                    |                    |  | Seongnam Ilhwa Chunma | Seongnam Ilhwa Chunma | 3               |                 |  |
|  |                               |                               |                           |                           |                        |                        |                       |                       |                       |  |           |                    |                    |                    |                    |  | Seongnam Ilhwa Chunma | Seongnam Ilhwa Chunma | 3               |                 |  |
|  |                               |                               | Zob Ahan                  | Zob Ahan                  | 1                      |                        |                       |                       |                       |  |           |                    |                    |                    |                    |  |                       |                       |                 |                 |  |
|  | Zob Ahan                      | Zob Ahan                      | Zob Ahan                  | Zob Ahan                  | 1                      | 1                      |                       |                       |                       |  |           |                    |                    |                    |                    |  |                       |                       |                 |                 |  |
|  | Zob Ahan                      | Zob Ahan                      |                           |                           |                        |                        |                       |                       |                       |  |           |                    |                    |                    |                    |  |                       |                       |                 |                 |  |
|  | Mes Kerman                    | Mes Kerman                    | 0                         |                           |                        |                        |                       |                       |                       |  |           |                    |                    |                    |                    |  |                       |                       |                 |                 |  |
|  | Mes Kerman                    | Mes Kerman                    | 0                         |                           | Zob Ahan               | Zob Ahan               | 2                     | 1                     |                       |  |           |                    |                    |                    |                    |  |                       |                       |                 |                 |  |
|  |                               |                               |                           |                           | Zob Ahan               | Zob Ahan               | 2                     | 1                     |                       |  |           |                    |                    |                    |                    |  |                       |                       |                 |                 |  |
|  |                               |                               | Pohang Steelers           | Pohang Steelers           | 1                      | 1                      |                       |                       |                       |  |           |                    |                    |                    |                    |  |                       |                       |                 |                 |  |
|  | Kashima Antlers               | Kashima Antlers               | Pohang Steelers           | Pohang Steelers           | 1                      | 1                      | 0                     |                       |                       |  |           |                    |                    |                    |                    |  |                       |                       |                 |                 |  |
|  | Kashima Antlers               | Kashima Antlers               |                           |                           |                        |                        |                       |                       |                       |  |           |                    |                    |                    |                    |  |                       |                       |                 |                 |  |
|  | Pohang Steelers               | Pohang Steelers               | 1                         |                           |                        |                        |                       |                       |                       |  |           |                    |                    |                    |                    |  |                       |                       |                 |                 |  |
|  | Pohang Steelers               | Pohang Steelers               | 1                         |                           |                        |                        |                       |                       |                       |  | Zob Ahan  | Zob Ahan           | 1                  | 1                  |                    |  |                       |                       |                 |                 |  |
|  |                               |                               |                           |                           |                        |                        |                       |                       |                       |  | Zob Ahan  | Zob Ahan           | 1                  | 1                  |                    |  |                       |                       |                 |                 |  |
|  |                               |                               | Al-Hilal                  | Al-Hilal                  | 0                      | 0                      |                       |                       |                       |  |           |                    |                    |                    |                    |  |                       |                       |                 |                 |  |
|  | Al-Hilal                      | Al-Hilal                      | Al-Hilal                  | Al-Hilal                  | 0                      | 0                      | 3                     |                       |                       |  |           |                    |                    |                    |                    |  |                       |                       |                 |                 |  |
|  | Al-Hilal                      | Al-Hilal                      |                           |                           |                        |                        |                       |                       |                       |  |           |                    |                    |                    |                    |  |                       |                       |                 |                 |  |
|  | Bunyodkor                     | Bunyodkor                     | 0                         |                           |                        |                        |                       |                       |                       |  |           |                    |                    |                    |                    |  |                       |                       |                 |                 |  |
|  | Bunyodkor                     | Bunyodkor                     | 0                         |                           | Al-Hilal (t.s.)        | Al-Hilal (t.s.)        | 3                     | 2                     |                       |  |           |                    |                    |                    |                    |  |                       |                       |                 |                 |  |
|  |                               |                               |                           |                           | Al-Hilal (t.s.)        | Al-Hilal (t.s.)        | 3                     | 2                     |                       |  |           |                    |                    |                    |                    |  |                       |                       |                 |                 |  |
|  |                               |                               | Al-Gharafa                | Al-Gharafa                | 0                      | 4                      |                       |                       |                       |  |           |                    |                    |                    |                    |  |                       |                       |                 |                 |  |
|  | Al-Gharafa                    | Al-Gharafa                    | Al-Gharafa                | Al-Gharafa                | 0                      | 4                      | 1                     |                       |                       |  |           |                    |                    |                    |                    |  |                       |                       |                 |                 |  |
|  | Al-Gharafa                    | Al-Gharafa                    |                           |                           |                        |                        |                       |                       |                       |  |           |                    |                    |                    |                    |  |                       |                       |                 |                 |  |
|  | Pakhtakor                     | Pakhtakor                     | 0                         |                           |                        |                        |                       |                       |                       |  |           |                    |                    |                    |                    |  |                       |                       |                 |                 |  |
|  | Pakhtakor                     | Pakhtakor                     | 0                         |                           |                        |                        |                       |                       |                       |  |           |                    |                    |                    |                    |  |                       |                       |                 |                 |  |
|  |                               |                               |                           |                           |                        |                        |                       |                       |                       |  |           |                    |                    |                    |                    |  |                       |                       |                 |                 |  |

### Octavos de final
| Equipo 1   | Resultado | Equipo 2   |
| ---------- | --------- | ---------- |
| Al-Gharafa | 1–0       | Pakhtakor  |
| Al-Shabab  | 3–2       | Esteghlal  |
| Zob Ahan   | 1–0       | Mes Kerman |
| Al-Hilal   | 3–0       | Bunyodkor  |

| Equipo 1                | Resultado   | Equipo 2               |
| ----------------------- | ----------- | ---------------------- |
| Seongnam Ilhwa Chunma   | 3–0         | Gamba Osaka            |
| Suwon Samsung Bluewings | 2–0         | Beijing Guoan          |
| Kashima Antlers         | 0–1         | Pohang Steelers        |
| Adelaide United         | 2–3 (t. s.) | Jeonbuk Hyundai Motors |

| 11 de mayo | Al-Gharafa        | 1:0 | Pakhtakor | Estadio Al-Gharafa, Doha                                |                                                         |
|            | Araújo 86' (pen.) |     |           | Asistencia: 7.283 espectadores Árbitro(s): Mohsen Basma | Asistencia: 7.283 espectadores Árbitro(s): Mohsen Basma |

| 11 de mayo | Al-Shabab                                     | 3:2 | Esteghlal                         | Estadio Rey Fahd, Riad                                  |                                                         |
|            | Bin Sultan 22' · Al-Taib 47' · Al Jeizani 88' |     | Akbarpour 24' (pen.) · Kazemi 31' | Asistencia: 6.853 espectadores Árbitro(s): Maasaki Toma | Asistencia: 6.853 espectadores Árbitro(s): Maasaki Toma |

| 12 de mayo | Zob Ahan | 1:0 | Mes Kerman | Estadio Foolad Shahr, Isfahán                              |                                                            |
|            | Igor 85' |     |            | Asistencia: 6.700 espectadores Árbitro(s): Choi Myung-Yong | Asistencia: 6.700 espectadores Árbitro(s): Choi Myung-Yong |

| 12 de mayo | Al-Hilal                                     | 3:0 | Bunyodkor | Estadio Rey Fahd,               |                                 |
|            | Al-Marshedi 9' · Wilhelmsson 57' · Neves 61' |     |           | Asistencia: 52.129 espectadores | Asistencia: 52.129 espectadores |

| 11 de mayo | Seongnam Ilhwa                            | 3:0 | Gamba Osaka | Tancheon Sports Complex,       |                                |
|            | Molina 74' (pen.) 90' · Song Ho-Young 84' |     |             | Asistencia: 9.368 espectadores | Asistencia: 9.368 espectadores |

| 11 de mayo | Suwon Samsung      | 2:0 | Beijing Guoan | Estadio Mundialista de Suwon,  |                                |
|            | José Mota 27', 86' |     |               | Asistencia: 5.693 espectadores | Asistencia: 5.693 espectadores |

| 12 de mayo | Kashima Antlers | 0:1 | Pohang Steelers | Estadio de Kashima,            |                                |
|            |                 |     | Mota 29'        | Asistencia: 9.794 espectadores | Asistencia: 9.794 espectadores |

| 12 de mayo | Adelaide United                  | 2:3 (t. s.) | Jeonbuk Hyundai                     | Hindmarsh Stadium, Adelaida                                      |                                                                  |
|            | Cornthwaite 78' · van Dijk 90+5' |             | Eninho 38' 88' · Dong-Gook Lee 116' | Asistencia: 12.015 espectadores Árbitro(s): Abdulrahman Mohammed | Asistencia: 12.015 espectadores Árbitro(s): Abdulrahman Mohammed |

### Cuartos de final
| Equipo 1               | Agr.        | Equipo 2                | Ida | Vuelta |
| ---------------------- | ----------- | ----------------------- | --- | ------ |
| Al-Hilal               | 5–4 (t. s.) | Al-Gharafa              | 3–0 | 2–4    |
| Zob Ahan               | 3–2         | Pohang Steelers         | 2–1 | 1–1    |
| Jeonbuk Hyundai Motors | 1–2         | Al-Shabab               | 0–2 | 1–0    |
| Seongnam Ilhwa Chunma  | 4–3         | Suwon Samsung Bluewings | 4–1 | 0–2    |

| 15 de septiembre de 2010, 19:00 (UTC+9) | Jeonbuk Hyundai Motors | 0:2 (0:0) | Al-Shabab                   | Estadio Mundialista, Jeonju                                    |                                                                |
|                                         |                        | [http://www.the-afc.com/en/component/joomleague/?view=report&compID=384&matchId=3015 (enlace roto disponible en Internet Archive; véase el historial, la primera versión y la última). Reporte] | Al Yamani 68' · Olivera 90' | Asistencia: 6.784 espectadores Árbitro(s): Mohsen Torky (Irán) | Asistencia: 6.784 espectadores Árbitro(s): Mohsen Torky (Irán) |

| 22 de septiembre de 2010, 20:15 (UTC+3) | Al-Shabab | 0:1 (0:1) (Global 2:1) | Jeonbuk Hyundai Motors | Estadio Rey Fahd, Riad                                                     |                                                                            |
|                                         |           | [http://www.the-afc.com/en/component/joomleague/?view=report&compID=384&matchId=3014 (enlace roto disponible en Internet Archive; véase el historial, la primera versión y la última). Reporte] | Kim Ji-2oong 24'       | Asistencia: 8.340 espectadores Árbitro(s): Valentin Kovalenko (Uzbekistán) | Asistencia: 8.340 espectadores Árbitro(s): Valentin Kovalenko (Uzbekistán) |

| 15 de septiembre de 2010, 19:30 (UTC+9) | Seongnam Ilhwa Chunma                                    | 4:1 (2:1) | Suwon Samsung Bluewings | Complejo Deportivo de Tancheon, Seongnam                                |                                                                         |
|                                         | Radončić 8', 66' · Molina 33' · Yang Sang-min 82' (a.g.) | [http://www.the-afc.com/en/component/joomleague/?view=report&compID=384&matchId=3013 (enlace roto disponible en Internet Archive; véase el historial, la primera versión y la última). Reporte] | Yeom Ki-hun 17'         | Asistencia: 7.462 espectadores Árbitro(s): Abdulrahman Mohammed (Catar) | Asistencia: 7.462 espectadores Árbitro(s): Abdulrahman Mohammed (Catar) |

| 22 de septiembre de 2010, 19:30 (UTC+9) | Suwon Samsung Bluewings           | 2:0 (1:0) (Global 3:4) | Seongnam Ilhwa Chunma | Estadio Mundialista, Suwon                                       |                                                                  |
|                                         | Yeom Ki-hun 31' · Lee Sang-ho 58' | [http://www.the-afc.com/en/component/joomleague/?view=report&compID=384&matchId=3012 (enlace roto disponible en Internet Archive; véase el historial, la primera versión y la última). Reporte] |                       | Asistencia: 13.076 espectadores Árbitro(s): Mohsen Basma (Siria) | Asistencia: 13.076 espectadores Árbitro(s): Mohsen Basma (Siria) |

| 16 de septiembre de 2010, 18:30 (UTC+4:30) | Zob Ahan                         | 2:1 (1:0) | Pohang Steelers | Estadio Foolad Shahr, Isfahán                                        |                                                                      |
|                                            | Igor 18' · Rajabzadeh 76' (pen.) | [http://www.the-afc.com/en/component/joomleague/?view=report&compID=384&matchId=3017 (enlace roto disponible en Internet Archive; véase el historial, la primera versión y la última). Reporte] | Mota 56'        | Asistencia: 9.156 espectadores Árbitro(s): Abdullah Al-Hilali (Omán) | Asistencia: 9.156 espectadores Árbitro(s): Abdullah Al-Hilali (Omán) |

| 22 de septiembre de 2010, 19:30 (UTC+9) | Pohang Steelers  | 1:1 (1:0) (Global 2:3) | Zob Ahan       | Estadio Steelyard, Pohang                                           |                                                                     |
|                                         | Kim Jae-sung 10' | [http://www.the-afc.com/en/component/joomleague/?view=report&compID=384&matchId=3016 (enlace roto disponible en Internet Archive; véase el historial, la primera versión y la última). Reporte] | Khalatbari 80' | Asistencia: 8.617 espectadores Árbitro(s): Ben Williams (Australia) | Asistencia: 8.617 espectadores Árbitro(s): Ben Williams (Australia) |

| 15 de septiembre de 2010, 20:35 (UTC+3) | Al-Hilal FC                                     | 3:0 (1:0) | Al-Gharafa SC | Estadio Rey Fahd, Riad                                           |                                                                  |
|                                         | Al-Shalhoub 13' · Al-Fraidi 59' · Al-Gizani 85' | [http://www.the-afc.com/en/component/joomleague/?view=report&compID=384&matchId=3019 (enlace roto disponible en Internet Archive; véase el historial, la primera versión y la última). Reporte] |               | Asistencia: 53-241 espectadores Árbitro(s): Masaaki Toma (Japón) | Asistencia: 53-241 espectadores Árbitro(s): Masaaki Toma (Japón) |

| 22 de septiembre de 2010, 18:30 (UTC+3) | Al-Gharafa SC                               | 4:2 (3:0, 3:0) (t. s.)(Global 4:5) | Al-Hilal FC                       | Estadio Al-Gharafa, Doha                                                  |                                                                           |
|                                         | Alzen 2' · Mahmoud 38', 102' · El Assas 41' | [http://www.the-afc.com/en/component/joomleague/?view=report&compID=384&matchId=3018 (enlace roto disponible en Internet Archive; véase el historial, la primera versión y la última). Reporte] | Al-Qahtani 117' · Al-Mehyani 119' | Asistencia: 13.632 espectadores Árbitro(s): Abdul Malik Bashir (Singapur) | Asistencia: 13.632 espectadores Árbitro(s): Abdul Malik Bashir (Singapur) |

### Semifinales
| Equipo 1  | Agr.     | Equipo 2              | Ida | Vuelta |
| --------- | -------- | --------------------- | --- | ------ |
| Al-Shabab | 4–4 (v.) | Seongnam Ilhwa Chunma | 4–3 | 0–1    |
| Zob Ahan  | 2–0      | Al-Hilal              | 1–0 | 1–0    |

| 6 de octubre de 2010, 17:00 (UTC+3:30) | Zob Ahan      | 1:0 (0:0) | Al-Hilal FC | Estadio Foolad Shahr, Isfahán                                               |                                                                             |
|                                        | Hadadifar 57' | [http://www.the-afc.com/en/component/joomleague/?view=report&compID=384&matchId=3009 (enlace roto disponible en Internet Archive; véase el historial, la primera versión y la última). Reporte] |             | Asistencia: 9.811 espectadores Árbitro(s): Subkhiddin Mohd Salleh (Malasia) | Asistencia: 9.811 espectadores Árbitro(s): Subkhiddin Mohd Salleh (Malasia) |

| 20 de octubre de 2010, 20:00 (UTC+3) | Al-Hilal | 0:1 (0:0) (Global 0:2) | Zob Ahan | Estadio Rey Fahd, Riad                                                   |                                                                          |
|                                      |          | [http://www.the-afc.com/en/component/joomleague/?view=report&compID=384&matchId=3008 (enlace roto disponible en Internet Archive; véase el historial, la primera versión y la última). Reporte] | Igor 55' | Asistencia: 68.752 espectadores Árbitro(s): Ravshan Irmatov (Uzbekistán) | Asistencia: 68.752 espectadores Árbitro(s): Ravshan Irmatov (Uzbekistán) |

| 5 de octubre de 2010, 20:00 (UTC+3) | Al-Shabab                                 | 4:3 (1:2) | Seongnam Ilhwa Chunma             | Estadio Rey Fahd, Riad                                                |                                                                       |
|                                     | Olivera 15', 83' · Nasser 56' · Fisal 89' | [http://www.the-afc.com/en/component/joomleague/?view=report&compID=384&matchId=3011 (enlace roto disponible en Internet Archive; véase el historial, la primera versión y la última). Reporte] | Molina 4', 68' · Jo Jae-cheol 26' | Asistencia: 9.507 espectadores Árbitro(s): Matthew Breeze (Australia) | Asistencia: 9.507 espectadores Árbitro(s): Matthew Breeze (Australia) |

| 20 de octubre de 2010, 19:00 (UTC+9) | Seongnam Ilhwa Chunma | 1:0 (1:0) (Global 4:4) | Al-Shabab | Complejo Deportivo de Tancheon, Seongnam                                                  |                                                                                           |
|                                      | Cho Dong-Geon 31'     | [http://www.the-afc.com/en/component/joomleague/?view=report&compID=384&matchId=3010 (enlace roto disponible en Internet Archive; véase el historial, la primera versión y la última). Reporte] |           | Asistencia: 10.996 espectadores Árbitro(s): Ali Hamad Al-Badwawi (Emiratos Árabes Unidos) | Asistencia: 10.996 espectadores Árbitro(s): Ali Hamad Al-Badwawi (Emiratos Árabes Unidos) |

### Final
| 13 de noviembre de 2010, 19:00 (UTC+9) | Seongnam Ilhwa Chunma                                 | 3:1 (1:0) | Zob Ahan       | Estadio Olímpico de Tokio, Tokio                                     |                                                                      |
|                                        | Ognenovski 29' · Cho Byung-kuk 53' · Kim Cheol-ho 83' | [http://www.the-afc.com/en/component/joomleague/?view=report&compID=384&matchId=3020 (enlace roto disponible en Internet Archive; véase el historial, la primera versión y la última). Reporte] | Khalatbari 67' | Asistencia: 27.000 espectadores Árbitro(s): Yuichi Nishimura (Japón) | Asistencia: 27.000 espectadores Árbitro(s): Yuichi Nishimura (Japón) |

## Campeón
| Bandera de Corea del Sur                  |
| Campeón Seongnam Ilhwa Chunma 2.do título |

## Goleadores
| Jugador                  | Equipo                  | Goles |
| ------------------------ | ----------------------- | ----- |
| José Mota                | Suwon Samsung Bluewings | 9     |
| Mauricio Molina          | Seongnam Ilhwa Chunma   | 7     |
| Denilson                 | PFC Bunyodkor           | 5     |
| Mohammad Reza Khalatbari | Zob Ahan                | 5     |
| Farhad Majidi            | Esteghlal FC            | 5     |
| Leandro                  | Al-Sadd                 | 5     |
| Flávio                   | Al-Shabab               | 5     |
| Araújo                   | Al-Gharrafa             | 5     |
| Eninho                   | Jeonbuk Hyundai Motors  | 5     |